# Calamopityaceae
Calamopityaceae — викопна родина судинних рослин з групи насінних папоротей (Pteridospermatophyta), що існувала у ранньому карбоні. Скам'янілі рештки представників родини знайдені у Північній Америці та Європі.

## Опис
Представники родини відомі лише по викопних стеблах; насіння, пилок та листя невідомі. Відомі стебла діаметром 2-4 см. Висота рослини невідома.

## Систематика
Родинні зв'язки родини невідомі через відсутність викопних репродуктивних органів, за якими можна класифікувати рослини. Проте Calamopityaceae відносять до насінних папоротей через схожість будови стовбура з представниками родини Lyginopteridaceae.